# Altar der Heiligen Wolfgang, Kosmas und Damian

Altar der Heiligen Wolfgang, Kosmas und Damian

Der Altar der Heiligen Wolfgang, Kosmas und Damian in der Kirche St. Michael in Schwäbisch Hall ist ein spätgotischer Flügelaltar vom Ende des 15. Jahrhunderts. Er befindet sich in der 2. Chorkapelle von Süden.

## Beschreibung
In dem schlichten Schrein steht vor einem gemalten Ehrenvorhang der Hl. Wolfgang, flankiert von den Heiligen Kosmas und Damian, den Schutzheiligen der Ärzte. Alle drei Skulpturen sind noch original gefasst. Wolfgang ist als Bischof gekleidet und trägt ein aufgeschlagenes Buch und ein Kirchenmodell, seine üblichen Attribute, in den Händen. Damian auf der rechten Seite hält eine Büchse für Salben und Pillen, Kosmas hat eine Flasche in der Hand.
Die Altarflügel sind jeweils in zwei Register gegliedert, die einzelnen Bilder zeigen Szenen aus dem Leben des hl. Wolfgang. Oben auf dem rechten Flügel schlägt der Heilige eine Wasserquelle aus dem Fels. In der unteren Zone zeichnet er mit dem rechten Zeigefinger Kreuze auf Felsgestein, das auf ihn zu stürzen droht. In der Ecke kniet eine männliche Stifterfigur. 
Das obere Bild auf dem zweiten Flügel zeigt Wolfgang, wie er das Beil vom Berg Falkenstein aus an die Stelle wirft, an der die zukünftige Falkensteinkirche gebaut werden soll. Im unteren Register wird der Leichnam Wolfgangs vor den Stadttoren Regensburgs dargestellt, komplementär zu dem gegenüberliegenden Flügel kniet eine weibliche Stifterfigur. 

Innenseite der Doppelflügel
Hl. Wolfgang, der eine Quelle aus dem Fels schlägt.
Hl. Wolfgang, der das Beil an die Stelle seiner Kirchengründung wirft.